# Asociación Cilniana
La Asociación Cilniana es una asociación cultural fundada en 1996 que tiene como objetivo la defensa y difusión del patrimonio histórico y artístico de la Costa del Sol Occidental, en la provincia de Málaga, España.
La asociación tiene su sede en Marbella y opera principalmente en esta ciudad y los municipios vecinos. Toma su nombre de una ciudad romana que se cree que se encuentra en los alrededores de San Pedro de Alcántara, que aún está por descubrir.
Entre otras actividades, Cilniana publica una revista cultural así como libros de forma esporádica.